# Geron albifacies
Geron albifacies är en tvåvingeart som beskrevs av Mario Bezzi 1924. Geron albifacies ingår i släktet Geron och familjen svävflugor.
Artens utbredningsområde är Etiopien. Inga underarter finns listade i Catalogue of Life.